# Aixovall
Aixovall è un villaggio di Andorra, nella parrocchia di Sant Julià de Lòria, con 116 abitanti (dato del 2010) .
La chiesa di Sant Pere d'Aixirivall è datata XVI secolo, ed è a pianta rettangolare.

## Sport

### Calcio
La squadra principale del villaggio è l'Unió Esportiva Sant Julià.